# Secunda 2
Secunda 2 este al patrulea LP al solistului Mircea Baniciu. Albumul a apărut în anul 1992 la casa de discuri Publi Partner SRL, fiind produs de firma Eurostar și înregistrat la Migas Real Compact (studioul lui Adrian Ordean).

## Piese
1. Întoarcerea la Orient - 4:13
2. Dealul cu dor - 3:47
3. Diligența de Bizanț - 4:46
4. Un zvon - 3:43
5. Himera - 4:24
6. Mașina timpului - 3:13
7. Pisica neagră - 3:20
8. Căruța - 5:15
9. Odă la băncile Elveției - 3:30
10. Invocație în zori - 4:30

Toate melodiile sunt compuse de Mircea Baniciu. Versurile aparțin lui Dan Verona.

## Personal
- Mircea Baniciu – voce, chitară, orchestrație
- Vlady Cnejevici – orchestrație

Maestru de sunet: Adrian Ordean. Grafică: Rodica Ghilea.